# South Toledo Bend
South Toledo Bend és una concentració de població designada pel cens dels Estats Units a l'estat de Texas. Segons el cens del 2000 tenia 576 habitants.

## Demografia
Segons el cens del 2000, South Toledo Bend tenia 576 habitants, 289 habitatges, i 199 famílies. La densitat de població era de 12,1 habitants per km².
Dels 289 habitatges en un 10% hi vivien nens de menys de 18 anys, en un 64% hi vivien parelles casades, en un 2,1% dones solteres, i en un 30,8% no eren unitats familiars. En el 27,7% dels habitatges hi vivien persones soles el 14,2% de les quals corresponia a persones de 65 anys o més que vivien soles. El nombre mitjà de persones vivint en cada habitatge era d'1,99 i el nombre mitjà de persones que vivien en cada família era de 2,37.
Per edats la població es repartia de la següent manera: un 10,2% tenia menys de 18 anys, un 3,1% entre 18 i 24, un 15,1% entre 25 i 44, un 37,2% de 45 a 60 i un 34,4% 65 anys o més.
L'edat mediana era de 58 anys. Per cada 100 dones de 18 o més anys hi havia 102,7 homes.
La renda mediana per habitatge era de 37.697 $ i la renda mediana per família de 42.212 $. Els homes tenien una renda mediana de 33.646 $ mentre que les dones 14.375 $. La renda per capita de la població era de 20.238 $. Aproximadament el 4,1% de les famílies i el 9,4% de la població estaven per davall del llindar de pobresa.

## Poblacions més properes
El següent diagrama mostra les poblacions més properes.